# محسن أباد (مقاطعة دليجان)
محسن أباد (بالفارسية: محسن‌آباد) هي منطقة سكنية تقع في قسم دو دهك الريفي (مقاطعة دليجان) في إيران.